# 1974 год в науке
В 1974 году были различные научные и технологические события, некоторые из которых представлены ниже.

## События
- 8 февраля — после 84 дней в космосе, последняя команда американской космической станции Skylab вернулась на Землю
- 16 мая — первый индийский атомный взрыв.
- 24 июля — электровоз ЧС200-001, при ширине колеи 1435 мм в Чехословакии на экспериментальном кольце ŽZO Cerhenicích(Velim), развил скорость 210 км/ч.
- 2 октября — ядерный взрыв «Кристалл» в Якутии мощностью 1,7 килотонны.
- 30 ноября — открытие Люси в Эфиопии.

## Достижения человечества

### Открытия
- Французский изобретатель Роланд Морено запатентовал свою первую идею карточки памяти.

### Изобретения
- Первый спутник связи для GPS.

### Новые виды животных
- Животные, описанные в 1974 году

## Награды
- Нобелевская премия
  - Физика — Мартин Райл и Энтони Хьюиш — «За пионерские исследования в области радиофизики».
  - Химия — Пол Джон Флори — «За фундаментальные достижения в области теории и практики физической химии макромолекул».
  - Медицина и физиология — Альбер Клод, Кристиан де Дюв, Джордж Паладе — «За открытия, касающиеся структурной и функциональной организации клетки».

- Премия Тьюринга
  - Дональд Кнут — За его огромный вклад в анализ алгоритмов, разработку языков программирования, и в особенности за создание широко известной серии книг под общим названием «Искусство программирования».

- Большая золотая медаль имени М. В. Ломоносова
  - Ангел Балевски (академик Болгарской академии наук) — за выдающиеся достижения в области металлургии и технологии металлов.
  - Александр Иванович Целиков — за выдающиеся достижения в области металлургии и технологии металлов.

Другие награды АН СССР
- Литературоведение:
  - Премия имени А. С. Пушкина — Анастасия Петровна Евгеньева — доктор философских наук, сотрудник института языкознания АН СССР — за работу по подготовке двухтомного «Словаря синонимов русского языка» (том I, А-Н, «Наука», Л., 1970; том II, О-Я, «Наука», Л., 1971)[1].
- Филдсовская премия
  - Энрико Бомбиери (Италия).
  - Дэвид Мамфорд (США).

## Родились
- 23 августа — Константин Сергеевич Новосёлов, российский и британский физик, лауреат Нобелевской премии по физике 2010 года (совместно с Андреем Геймом), член Лондонского королевского общества, один из первооткрывателей графена.

## Скончались
- 12 марта – Милан Бартош, югославский юрист.
- 4 июля — Надежда Николаевна Сытинская, советский астроном.
- 29 сентября — Карл Аллендорфер, американский математик и педагог (род. 1911).
- 16 ноября — Вальтер Фриц Мейснер, физик, открывший явление полного вытеснения магнитного поля из сверхпроводника (эффект Мейснера).